# Bokobaru jezik
Bokobaru jezik (ISO 639-3: bus), jedan od pet busa jezika, šira skupina mande, nigersko-kongoanska porodica, kojim govori oko 30 000 ljudi (1997 R. Jones) u nigerijskoj državi Kwara. Etnički se nazivaju Bokobaru, ali onaj dio ljudi (populacije) koji žive na selima (35 sela), sebe zovu Zogben (=seljaci), dok ih narod Hausa sve zajedno zovu Bussanchi.
Leksički mu je najbliži jezik busa, 91%. U upotrebi su i hausa [hau], yoruba [yor], engleski, baatonum [bba] ili fulfulde [fuv].

## Vanjske poveznice
- Ethnologue (14th)
- Ethnologue (15th)